# Helga Martin
Helga Martin (eigentlich Helga Dümler; * 2. September 1940; † 23. September 1999) war eine deutsche Filmschauspielerin.

## Leben
Helga Martin war einer der jungen Stars des sogenannten „Wirtschaftswunderkino“ in den späten 1950er Jahren. Sie spielte Nebenrollen in 12 Filmen, meist Komödien und Musicals. Ihre Karriere wurde nach einem Arbeitsprozess 1960 beendet.
Mit 16 Jahren gab sie ihr Filmdebüt mit einer kleinen Rolle in der Komödie Meine Tante, deine Tante mit Theo Lingen und Hans Moser. Im folgenden Jahr spielte sie die Freundin von Hardy Krüger in dem Kriminaldrama Banktresor 713. In den nächsten Jahren wurde sie mit leichten Unterhaltungsfilmen wie Wehe, wenn sie losgelassen mit Peter Alexander, den Film Liebe, Mädchen und Soldaten mit Renate Holm und Ein Sommer, den man nie vergißt mit Claus Biederstaedt bekannt.
Helga Martins einzige Hauptrolle war das nostalgische Drama Das gab’s nur einmal mit Hans Albers. Nach einem Dutzend Filmen war ihre Filmkarriere plötzlich zu Ende. Der Journalist und Filmemacher Will Tremper hatte in der Stern-Serie „Deutschland deine Sternchen“ über sie berichtet, woraufhin der Filmproduzent Rudolf Kalmowicz einen Filmvertrag mit ihr vorzeitig auflöste.

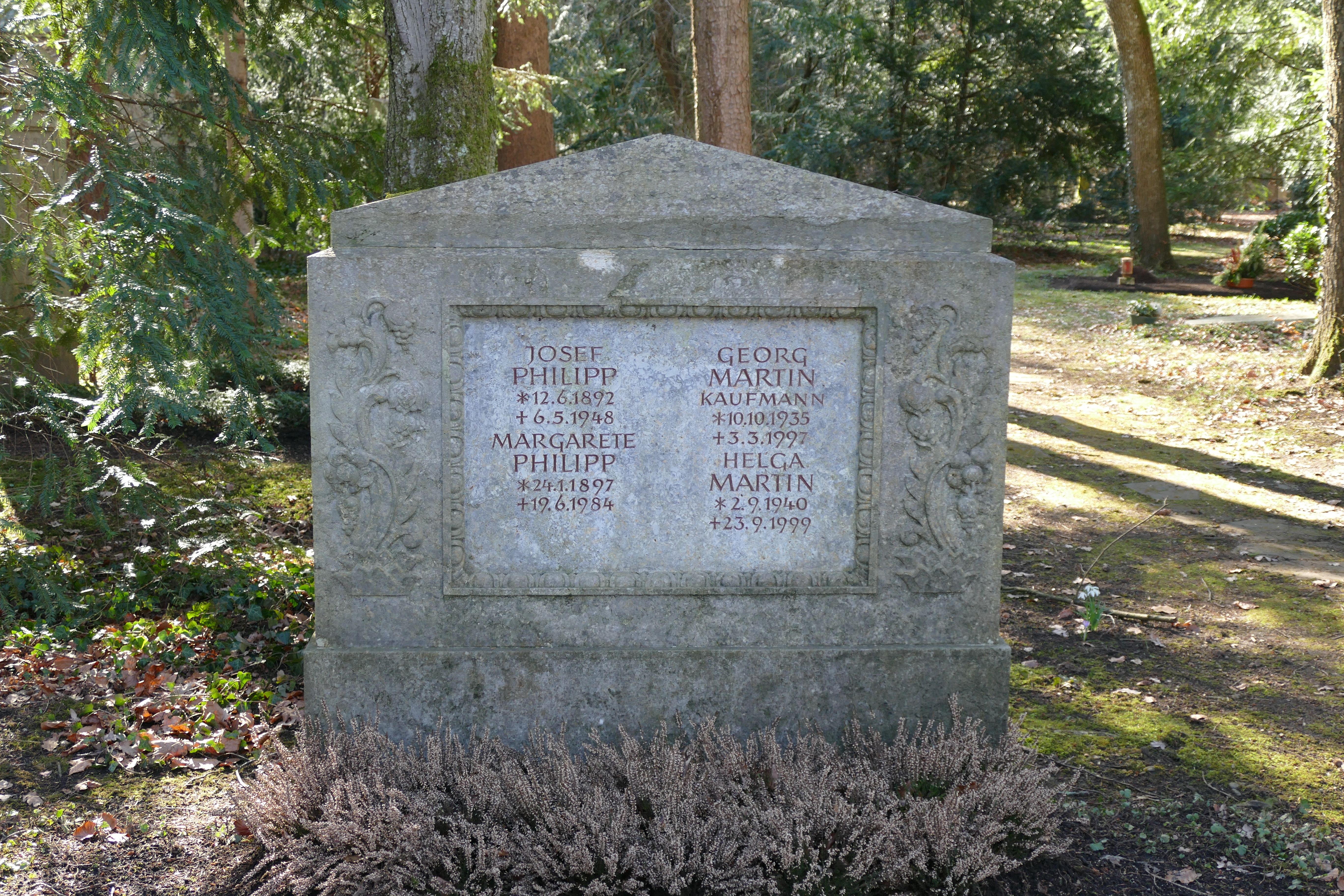
Grab von Helga Martin auf dem Waldfriedhof München

Der folgende Arbeitsgerichtsprozess 1960 machte Schlagzeilen, als Kalmowicz gegen Martins Anwalt Lothar Frantz handgreiflich wurde, nachdem dieser seine Liquidität angezweifelt hatte. 1961 spielte sie in einem Fernsehfilm mit, der Komödie Lauter Lügen, der ihr letzter Film war. Helga Martin starb 1999 im Alter von 59 Jahren.

## Filmografie
- 1956: Meine Tante – deine Tante
- 1956: Die schöne Meisterin
- 1957: Familie Schimek
- 1957: Banktresor 713
- 1957: Heute blau und morgen blau
- 1958: Das gab’s nur einmal
- 1958: Wehe, wenn sie losgelassen
- 1958: Liebe, Mädchen und Soldaten
- 1959: Der Haustyrann
- 1959: Immer die Mädchen
- 1959: Der lustige Krieg des Hauptmann Pedro
- 1959: Ein Sommer, den man nie vergißt
- 1961: Lauter Lügen (TV)